# Сети се нашег завета (Б страна)
Разум и осећајност је трећи студијски албум музичке групе Фламингоси, издат је 16. децембра 2014. године за издавачку кућу City records.

## Списак песама
| №  | Назив                                        | Трајање |  |
| 1. | Македонка                                    |         |  |
| 2. | Пустих сузу на твом венчању                  |         |  |
| 3. | Пиво дај (Дует са )                          |         |  |
| 4. | Роберте                                      |         |  |
| 5. | Нема ти помоћи                               |         |  |
| 6. | Срце (с тобом било где)                      |         |  |
| 7. | Палим се на тебе (Дует са Тијанom Богићевић) |         |  |
| 8. | Денс                                         |         |  |